# クリスチャン・ヤンコフスキー
クリスチャン・ヤンコフスキー（Christian Jankowski, 1968年4月21日 - ）は、ドイツのコンセプチュアル・パーフォマンスアーティスト、教育者。彼のビデオインスタレーションとロールプレイの演出は、アーティスト、アート機関、メディア、社会の関係性を取り扱っている。

## 経歴と主要作品
ゲッティンゲンで生まれ育ち、若い頃はロックバンドでミュージシャンとして活動していた。1990年代初頭にハンブルクに移住した。ハンブルク造形芸術大学の入試には失敗したが、Jonathan MeeseとJohn Bockの元で聴講生として学ぶ。Frank Restleとの共同制作による最初のアートパフォーマンスSchamkasten (1992)では、ハンブルクの店舗アパートを使用した。
The Hunt (1992)と題されたもう一つの初期の作品では、スーパーマーケットに陳列されたヨーグルト、パン、冷凍チキン、マーガリンなどを弓矢で撃ち、それを1週間食べた。1999年のヴェネツィア・ビエンナーレの出品作品として、彼はイタリアの有名なテレビ占い師5人に電話をかけ、相談を受けるビデオ作品を展示した。今後彼が芸術家として成功するか、またビエンナーレの作品が成功するかどうかを片言のイタリア語とドイツ語で質問したが、曖昧な答えが返ってきた。この作品で彼は一躍有名になった。
ビデオ作品Herzlichen Glückwunsch (2000) では、架空の美術賞のスピーチによって、アートビジネスとその儀式性を再現する。2000年、ヤンコフスキーが他の3人のアーティストとともに初めてノミネートされたのは、ベルリンで非常に高い評価を受けた「ナショナルギャラリー友の会賞」だった。彼のコンペティション作品では、4人のプロのスピーチライターが互いに競い合った。その皮肉な演技は、称賛された「アーティストコンテスト」だけでなく、アートビジネスにも挑戦した。ヤンコフスキーは賞を獲得しなかった。   
シュトゥットガルトでの2008年の展覧会のために制作された映像作品Kunstmarkt TV (2008) は、テレフォンショッピング風の番組内で、司会者が、ジェフ・クーンズ、リアム・ギリック、フランツ・ヴェストなどの作品を視聴者に紹介した。
同時にシュトゥットガルト市立美術館で展示された2部作のうちの1つ、映像作品Dienstbesprechung (2008) では、美術館の職員たちの職業を交換し、さらに初心者のディレクターに美術館についてのドキュメンタリーを作るよう依頼。 彼曰く、「...カタログから展示会のデザイン、マーケティングからプレス関係に至るまで、あらゆるものを誤った手に委ね、何が起こるかを目撃した」。もう1つのインスタレーション部分では、役割を交換させられた美術館スタッフ達が新しい職種をマスターするためにどのようにヒントを提供したかを撮影し、26台のモニターで展示した。
2016年のマニフェスタ11では、「What People Do For Money（人々がお金のためにすること）」というタイトルの下でキュレーションとして展覧会全体をデザイン。職業の異なる30人の都市居住者がそれぞれの経験に基づいて1人のアーティストと組み、アートプロジェクトにインスピレーションを与えた。
2017年にはベルリン国際映画祭で短編映画部門の審査員を務める。
現在は、シュトゥットガルト州立芸術アカデミーで彫刻（インスタレーション、パフォーマンス、ビデオ）の教授を務める。ベルリン、ハンブルク、そしてニューヨークを拠点としている。